# Catamecia furtiva
Catamecia furtiva là một loài bướm đêm trong họ Noctuidae.